# Asylum Records
Asylum Records – amerykańska wytwórnia muzyczna założona przez Davida Geffena i Elliota Robertsa w roku 1971. Obecnie należy do Warner Music Group.
Najsłynniejszym wykonawcą w historii wytwórni była grupa The Eagles.